# Año Internacional del Deporte y la Educación Física
2005 fue proclamado Año Internacional del Deporte y la Educación Física por la Asamblea General de las Naciones Unidas mediante la resolución A/RES/58/5, adoptada el 3 de noviembre de 2003. La designación de este año respondió al reconocimiento del papel fundamental del deporte y la educación física en la promoción de la educación, la salud, el desarrollo y la paz. La ONU, junto con la UNESCO y otros organismos internacionales, destacó la importancia del deporte como una herramienta clave para fomentar la inclusión social, el desarrollo humano y la cooperación entre culturas y naciones.
Uno de los principales motivos de esa proclamación fue la creciente marginación del deporte y la educación física dentro de los sistemas educativos de muchos países, a pesar de sus amplios beneficios. La resolución subrayó la necesidad de revitalizar la educación física como parte fundamental de una educación de calidad, en línea con los Objetivos de Educación para Todos (EFA) y los Objetivos de Desarrollo del Milenio.

## Actividades y alcance
Durante 2005, los Estados miembros de la ONU, en coordinación con organismos deportivos internacionales y organizaciones no gubernamentales, llevaron a cabo diversas iniciativas para resaltar la importancia del deporte y la educación física en la formación integral de las personas. Se impulsaron políticas públicas para mejorar la infraestructura deportiva, ampliar el acceso a la educación física en escuelas y fomentar la práctica deportiva en todas las edades.
La campaña global promovió la sensibilización sobre los beneficios del deporte no solo para la salud física, sino también para la integración social y el desarrollo cognitivo. A nivel internacional, se realizaron congresos, foros y eventos deportivos para destacar la contribución del deporte a la paz, la igualdad de género y la educación.
Un aspecto clave de la celebración fue la colaboración entre gobiernos, instituciones educativas y el sector privado para generar proyectos sostenibles que garantizaran la continuidad de los beneficios del deporte más allá de 2005. Además, se promovieron valores fundamentales como la equidad, el juego limpio y el respeto a los derechos humanos a través de diversas campañas de concienciación.
El impacto del Año Internacional del Deporte y la Educación Física fue evaluado en un informe presentado a la Asamblea General de la ONU en 2006, donde se destacaron las lecciones aprendidas y las acciones necesarias para seguir fortaleciendo el papel del deporte en el desarrollo global.